# Tiroteio no O.K. Corral

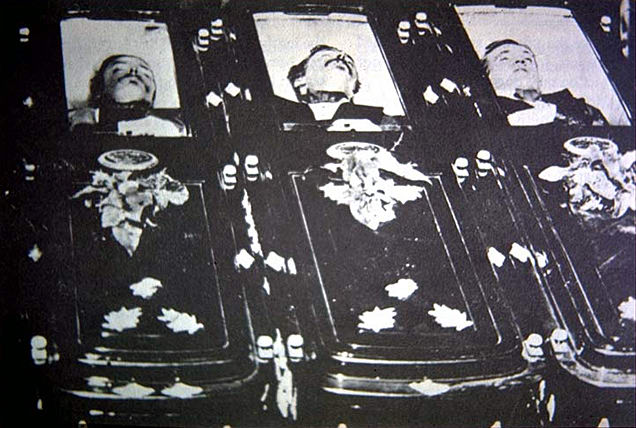
Da esquerda para direita, os corpos das vítimas do tiroteio: Tom McLaury, Frank McLaury e Billy Clanton.

O Tiroteio no O.K. Corral foi uma troca de tiros que durou aproximadamente trinta segundos entre bandidos cowboys e homens da lei. É frequentemente lembrado como um dos tiroteios mais famosos da história do Velho Oeste dos Estados Unidos. A luta aconteceu as 3:00 h da tarde de uma quarta-feira a 26 de outubro de 1881, em Tombstone, no território de Arizona. Foi resultado de uma longa rixa entre os cowboys Billy Claiborne, Ike Clanton, Billy Clanton, Tom McLaury e Frank McLaury de um lado e o delegado Virgil Earp e os oficiais de polícia Morgan Earp, Wyatt Earp e Doc Holliday do outro. Os motivos que levaram a inimizade são complexos e debatidos até os dias atuais. Billy Clanton e os irmãos McLaury foram mortos na troca de tiros. Ike Clanton, que havia ameaçado matar os Earps, afirmou que não foi ferido e conseguiu fugir, junto com Billy Claiborne. Virgil, Morgan e Doc Holliday foram feridos, mas Wyatt Earp não ficou machucado. Esta luta acabou por simbolizar o período da história americana do Velho Oeste quando as fronteiras eram consideradas uma região sem lei, fora do alcance da justiça, com as autoridades policiais, em pequeno número, tendo que proteger uma vasta área no oeste dos Estados Unidos, deixando muitas regiões sem supervisão.
O tiroteio não foi muito conhecido pelo público americano até 1931, quando Stuart Lake publicou uma famosa biografia, Wyatt Earp: Frontier Marshal, dois anos depois da morte de Earp. O livro foi base para o filme My Darling Clementine de 1946, dirigido por John Ford, e Gunfight at the O.K. Corral de 1957, dirigido por John Sturges. Desde então, o conflito foi retratado em diversos filmes western, peças e livros, se tornando comum na cultura pop a respeito do Velho Oeste.
Apesar do seu nome, o tiroteio não aconteceu dentro ou perto do prédio do O.K. Corral. O tiroteio aconteceu, na verdade, perto do estúdio fotográfico de C. S. Fly na rua Fremont, seis casas de distância do O.K. Corral.
Os dois lados do tiroteio estavam a apenas 1,8 metros um do outro quando o conflito começou. Cerca de 30 tiros foram disparados em aproximadamente 30 segundos. Ike Clanton, cujo irmão Billy foi morto, entrou na justiça contra Earps e Doc Holliday sob acusação de assassinato. Os dois homens da lei foram exonerados por um oficial de justiça local após as primeiras ouvidorias. Um júri garantiu que a exoneração se tornasse permanente.
O tiroteio não acabou com a rixa. Em 28 de dezembro de 1881, Virgil Earp foi emboscado e ferido gravemente por um grupo de cowboys foras-da-lei. Em 18 de março de 1882, outros cowboys assassinaram Morgan Earp em um bar. Ninguém foi processado por estes dois incidentes. Wyatt Earp, apontado como marechal no Condado de Cochise, resolveu fazer justiça com as próprias mãos e seguiu numa missão de vingança. Quatro cowboys foram mortos nisso. O xerife Johnny Behan perseguiu Wyatt mas não o pegou. Ele morreria em 1929 devido a uma infecção do trato urinário.